# Kasper Larsen (fodboldspiller)
 Der er flere personer med dette navn, se Kasper Larsen.
Kasper Larsen (født 25. januar 1993) er en dansk fodboldspiller, der spiller i Odense Boldklub.

## Karriere
Kasper Larsen startede sin professionelle karriere i Odense Boldklub, hvor han også havde spillet som ungdomsspiller. Han debuterede for klubbens førstehold mod FC Nordsjælland den 10. marts 2012, da han afløste en karantæneramt Tore Reginiussen i holdets startopstilling.
Larsen blev udlejet til FC Astana i februar 2015 på en lejeaftale for resten af sæsonen. Han vendte tilbage til Odense uden at have spillet en kamp, hvorefter han skiftede til FC Groningen i august 2015.